# Пшеничный, Алексей Борисович
Алексей Борисович Пшеничный (17 октября 1976, с. Шпаковское, Ставропольский край) — российский гандболист, являлся капитаном гандбольного клуба «Динамо-Виктор» (Ставрополь); тренер.

## Карьера игрока
Гандболом Алексей начал заниматься с 13 лет у Татьяны Константиновны и Алексея Николаевича Гумяновых. С 1992 по 1995 год обучался в ставропольском олимпийском училище.
В 1996 году начал профессиональную карьеру гандболиста. Выступал за местный СКА-Виктор, который возглавлял Виктор Георгиевич Лавров В клубе Алексей провел четыре года. За это время команда получила право выступать в Суперлиге и в 2000 году достигла локального успеха. в этот период в одной команде с Алексеем выступали
Виталий Иванов ,Сергей Кленов,Чугай Иван, Виталий Ряховский.
В 2000-м году Пшеничный переходит в Динамо (Астрахань), на то время главного конкурента Чеховских медведей.Командой руководил легендарный тренер Владимир Александрович Гладченко, который воспитал множество звезд отечественного гандбола.
В составе клуба из Астрахани Алексей проводит 11 сезонов. За это время он стал многократным призёром чемпионата России, обладателем кубка России, победителем чемпионата ПГЛ, финалистом Кубка ЕГФ. Участник Лиги чемпионов ЕГФ.
Так же, Пшеничный активно играл и в пляжном гандболе . Успешно выступая как в клубном гандболе, так и на уровне сборных. В сборной России он стал победителем Всемирных игр в 2005 году, Чемпионом Европы (2004, 2007) . В то время сборной руководил Виктор Георгиевич Лавров и основу команды составляли воспитанники ставропольского гандбола.
В 2011 году Алексей уходит из «большого» гандбола, но продолжает участвовать в пляжном — два года играет в составе краснодарский клуб «Екатеринодар».
В 2013 году он решает закончить игровую карьеру и возвращается в Ставрополь. Но Виктор Лавров уговаривает опытного игрока поиграть за Динамо-Виктор ещё сезон. С тех пор Пшеничный провел 6(!)сезонов за ставропольский клуб. В это время клуб начинает прогрессировать . Клуб впервые попадает в полуфинал Чемпионата России в сезоне 16/17 и гарантирует себе выступление в Кубок вызова ЕГФ. Так же клуб попадает в «Финал Четырёх» кубка России .
В сезоне 17/18 Пшеничный продолжает карьеру игрока, оставаясь самым опытным игроком в команде. Клуб вновь повторяет лучший результат в своей истории, добавив к этому выход в 1/4 Кубка Вызова.
В сезоне 2018/2019 Алексей Пшеничный объявил о завершение карьеры игрока.
Сезон 2019/2020 Алексей Борисович перешёл на тренерскую работу в клубе, при этом остался в заявке как игрок команды.
В последнем домашнем матче сезона против «Акбузата» Пшеничный провел свой «прощальный матч».
Номер 50 закреплён в ГК «Виктор» за Алексеем

## Тренерская карьера
С 2019 года Пшеничный вошёл в тренерский штаб «Виктора». Алексей отвечает за физическую подготовку игроков.

## Достижения

### Клубные
- Финалист Кубка ЕГФ(2003)
- Серебряный призёр Суперлиги(2001, 2002, 2003, 2004, 2005, 2006, 2007, 2008, 2020)
- Победитель чемпионата ПГЛ (2002,2005)
- Обладатель кубка ПГЛ (2006)

### Пляжный гандбол
- Чемпион России по пляжному гандболу
- Серебряный призёр Чемпионата России по пляжному гандболу
- Серебряный призёр Евролиги

### Сборная России по пляжному гандболу
- Победитель Всемирных игр(2005)
- Чемпион Европы (2004, 2007)

### Тренер
Бронзовый призёр Чемпионата России (2021)
 Победитель Кубка России (2022)